# خوان بابلو باز
خوان بابلو باز (بالإسبانية: Juan Pablo Paz)‏ (و. 1959 – م) هو فيزيائي من الأرجنتين . ولد في بوينس آيرس.

## التعليم
تعلم في جامعة بوينس آيرس

## جوائز
حصل على جوائز منها:
- زمالة غوغنهايم.